# Planta (rejon kobryński)
Planta (błr. i ros. Плянта) – wieś na Białorusi, w rejonie kobryńskim obwodu brzeskiego, około 17 km na północny wschód od Kobrynia.

## Historia
Przed rozbiorami Planta leżała w województwie brzeskolitewskim Rzeczypospolitej. Po III rozbiorze Polski znalazła się na terenie powiatu kobryńskiego, należącego do guberni słonimskiej (1796), litewskiej (1797–1801), a później grodzieńskiej (1801–1915) Imperium Rosyjskiego. Po ustabilizowaniu się granicy polsko-radzieckiej w 1921 roku Planta wróciła do Polski, leżała w gminie Podolesie powiatu kobryńskiego województwa poleskiego, od 1945 roku – w ZSRR, od 1991 roku – na terenie Republiki Białorusi.
Zgodnie z informacjami Aftanazego Planta najprawdopodobniej w XIX wieku była dziedzictwem rodziny Pietraszewskich, a pod koniec tego wieku przeszła na gen. Feliksa Zdańskiego herbu Kornic, męża Józefy Pietraszewskiej. Dobra te przed 1914 rokiem zostały rozparcelowane, a w dworze w okresie międzywojennym urządzono szkołę rolniczą dla dziewcząt. Dwór był budowlą parterową, kilkunastoosiową, na planie wydłużonego prostokąta, nakrytą wysokiem czterospadowym dachem. Dom znany jest jedynie z jednej fotografii, od strony ogrodu. Od tej strony widoczny był półokrągły, dwukondygnacyjny ryzalit. Bryła dworu sugeruje, że pochodził z XVIII wieku. Nie przetrwał II wojny światowej: w 1941 roku został spalony przez Niemców, po parku pozostały pojedyncze drzewa.
Majątek w Plancie jest opisany w 2. tomie Dziejów rezydencji na dawnych kresach Rzeczypospolitej Romana Aftanazego.